# Диринг, Чед
Чед Ди́ринг (англ. Chad Deering; родился 2 сентября 1970 года в Гарленде, Техас, США) — американский футболист, выступавший на позиции полузащитника. Участник чемпионата мира 1998.

## Карьера

### Ранние годы
Вырос в пригороде Далласа — Плейно. Там же начал заниматься футболом. Во время учёбы в школе начал играть за юношескую сборную США. В 1987 году вошёл в состав сборной на юношеский чемпионат мира. 
После окончания школы играл в чемпионате NCAA за команду университета Индианы.

### Германия
В 1990 году подписал контракт с бременским «Вердером». Провёл три года в резервной команде и, не получив шанса проявить себя, перешёл в «Шальке 04».
В Гельзенкирхене также не смог пробиться в основной состав, проведя всего шесть игр в чемпионате. 
В 1994 году сезон провёл в норвежском «Русенборге». 
В 1995 году вернулся в Германию, подписав контракт с клубом Региональной лиги «Киккерс Эмден». Провёл за него один сезон, а затем перешёл в «Вольфсбург», вместе с которым вышел в Бундеслигу.

### США
В 1998 году подписал семилетний контракт с клубом MLS «Даллас Бёрн».
В 2004 году выступал за команду по шоуболу «Даллас Сайдкикс». В том же году выступал за команду Профессиональной лиги развития «Даллас-Форт Уорт Торнадос». 
30 декабря 2004 года перешёл в команду премьер-дивизиона Объединённых футбольных лиг (USL) «Чарлстон Бэттери». 16 марта 2005 года объявил о завершении своей карьеры, так и не сыграв за «Бэттери» ни одного матча.

## Сборная
Дебютировал за сборную 18 декабря 1993 года. Провёл за неё 18 матчей, забив один мяч (14 марта 1998 года в ворота Парагвая). 
В 1998 году вошёл в заявку сборной на чемпионат мира, сыграл один матч — против Германии.